# François Bédard
Pour les articles homonymes, voir Bédard.
François Bédard est un joueur de Scrabble québécois. Il a remporté huit fois les Championnats du Québec de Scrabble francophone dont six fois en sept ans entre 1989 et 1995. Son record de l'époque (sept titres) a été égalé puis battu par Germain Boulianne au début des années 2000. Bédard a aussi remporté le championnat duplicate par paires cinq fois entre 1989 et 1998.
Bédard a participé aux Championnats du monde de Scrabble plusieurs fois, mais n'a fini qu'une seule fois dans les dix premiers; 7e en 1992 à Gatineau, Québec en comparaison avec Boulianne (1er en 2004) et Mario Buteau (8e en 1985). Le 26 mai 2007, il gagne le championnat du Québec par paires avec Jean Archambault.
En mai 2016, il ajoute à sa feuille de route un huitième titre de champion québécois, 18 ans après le précédent.

## Palmarès
- Champion du Québec de Scrabble francophone: 1989, 1990, 1991, 1993, 1994, 1995, 1998 et 2016
- Champion du Québec par paires:
  - avec Didier Clerc: 1989, 1990
  - avec Pierre Nguyen: 1991
  - avec Marielle Gingras: 1996, 1998
  - avec Jean Archambault: 2007
- Vainqueur du Simultané mondial : 2005